# جليب الشيوخ - الحساوي
جليب الشيوخ منطقة من مناطق محافظة الفروانية في الكويت، إذ كانت قديما منطقة صحراوية بها عدد من الآبار يلتف حولها السكان من البدو الرحل، وقد حفر أول بئر فيها الشيخان محمد وجراح الصباح، ولذلك ترجع التسمية إلى تلك الآبار حيث كلمة جليب باللهجة الكويتية تعني البئر، ومن هنا جاءت التسمية جليب الشيوخ.
ولها عدة أسماء غير رسمية ومنها (العباسية) وكذلك (الحساوي) بسبب إمتلاك بعض التجار لجزء كبير من أراضي تلك المنطقة، فسمي جزء منها بالعباسية نسبة لرجل الأعمال عباس المسيلم الرشيدي وسمي جزء آخر بالحساوي نسبة لرجل الأعمال الكويتي مبارك الحساوي. يسكن جليب الشيوخ عدة جاليات مختلفة الجنسيات وهي منطقة عمال وتعتبر من المناطق الخطرة في الكويت، وهي مقسمة الى 5 قطع، كما أنها من أكثر المناطق كثافة بالسكان وفيها تؤجر الشقق الصغيرة جدا واحيانا الغرف التي تناسب العمال نظرًا لتدني أسعار الإيجارات في هذه المنطقة.

## المرجع
1. ↑  "عقارات للايجار في جليب الشيوخ - الحساوي | بوشملان العقاري #1". kw.boshamlan.com. مؤرشف من الأصل في 2024-03-11. اطلع عليه بتاريخ 2024-03-11.